# Thrypticus taragui
Thrypticus taragui är en tvåvingeart som beskrevs av Daniel J. Bickel och Hernandez 2004. Thrypticus taragui ingår i släktet Thrypticus och familjen styltflugor. Inga underarter finns listade i Catalogue of Life.